# Richard Lornac
 (janvier 2016).
Si vous disposez d'ouvrages ou d'articles de référence ou si vous connaissez des sites web de qualité traitant du thème abordé ici, merci de compléter l'article en donnant les références utiles à sa vérifiabilité et en les liant à la section « Notes et références ».
Richard Lornac, né le 15 septembre 1955 à Paris, est un pianiste-claviériste français, principalement connu pour sa participation en tant que pianiste et illustrateur-musical à de nombreuses émissions de Radio France, de 1991 à 2017.

## Musicien pour différents artistes
De formation classique (École normale de musique de Paris, Schola Cantorum, Julien Falk, Pierre Spiers, Dusan Tadic, Stéphane Delplace), il commence une carrière à l'âge de 17 ans parmi les orchestres de bal de l'époque et en accompagnant au piano des cours de danse classique et moderne (Karin Waehner, Jean Babilée, Walter Nicks…), tout en poursuivant parallèlement des études littéraires et musicales.
Il travaille une saison en 1976 au Club Méditerranée en ex-Yougoslavie, en tant que musicien et « responsable musical ».
Il devient musicien accompagnateur en place fixe aux côtés de nombreux artistes de variétés (Shake, Joe Dassin, Marie-Paule Belle, Sacha Distel, Carlos, Charles Dumont, Nicoletta, Michèle Torr, Renaud, Dorothée, etc.), participe à nombre de spectacles, tournées, croisières, émissions télévisées, séances d'enregistrement, s'engageant également pour des durées variables dans des spectacles parisiens, revues (Paradis latin, Crazy Horse Saloon, etc.), ou encore divers piano-bars montmartrois et cabarets parisiens (Caveau de la République, Don Camilo, le Port du Salut, etc.).
Il est le pianiste de Thierry Le Luron de 1979 à 1986 (notamment pour la fameuse chanson L'emmerdant, c'est la rose, ainsi que pour le spectacle au Carnegie Hall à New-York, octobre 1984).
Ces collaborations l'ont amené à séjourner en diverses destinations telles que Polynésie, Antilles, Océan Indien, Émirats arabes unis, Afrique (3 tournées en Afrique francophone), Maghreb, Égypte, Yémen, Inde, Brésil, Chine, Grèce, Canada, Japon et U.S.A, ainsi que dans plusieurs pays d'Europe et sur des croisières méditerranéennes.

## À la radio
À la suite de sa collaboration avec Pascal Brunner, il participe à la création de l'émission Rien à Cirer (animée et produite par Laurent Ruquier) sur France Inter en septembre 1991. S'ensuit une succession d'accompagnements en direct de différentes émissions sur cette antenne au cours des années 1990-2000-2010, ainsi que la réalisation d'« habillages » et indicatifs musicaux pour un certain nombre d'entre elles.
Il compose et réalise ainsi l'« habillage d'antenne » de France Inter de 1994 à 2000.
Il devient ensuite pianiste de l'émission Le Fou du Roi animée par Stéphane Bern, de sa création en février 2000 jusque juin 2011, émission dont il a également composé l'indicatif.
Parallèlement à sa collaboration avec Radio-France, il accompagne également des émissions à RTL aux côtés de Pierre Sled, Patrick Sébastien, réalise des musiques de spectacles (Anne Roumanoff, Didier Gustin, Gérald Dahan, Yves Lecoq, Vincent Roca, etc.) et compose des musiques de documentaires télévisés (Allain Bougrain-Dubourg, France 5, etc.).
À la saison 2011-2012, il est pianiste aux côtés d'Isabelle Giordano à France Inter pour l'émission Les Affranchis.
De septembre 2012 à juin 2014, il accompagne l'émission On va tous y passer d'abord animée et produite par Frédéric Lopez, puis par André Manoukian, toujours sur France Inter.
De septembre à décembre 2013, il accompagne Daniel Morin pour la version hebdomadaire de La Morinade sur Le Mouv, enregistrée en public depuis le studio 106 de la Maison de la radio.
Entre 2014 et 2017, il fait partie de l'équipe de La Bande Originale, produite et animée par Nagui sur France Inter.
Le 13 novembre 2017, Richard Lornac met volontairement fin à sa collaboration avec Radio-France et s'en éloigne, en commun accord et parfaite entente avec la Direction de celle-ci, invoquant l'inadéquation de sa fonction vis-à-vis des nouvelles formes de programmes.
Il aura ainsi cumulé à Radio-France plus de 26 saisons d'antenne, participant ainsi à plus de 5000 émissions en direct.

## A la télévision
Durant la saison 2015-2016, il est animateur musical de l'émission Folie passagère sur France 2, animée et produite par Frédéric Lopez.
De 2017 à 2019, il est régulièrement présent dans l'émission hebdomadaire La Grande Librairie sur France 5, animée et produite par François Busnel.

## Acteur
En 1993, il incarne le rôle de Bob Lornac dans plusieurs épisodes de la série d'AB Productions Salut les Musclés, diffusée sur TF1. Il enchaîne en incarnant, durant la saison 1994-1995, le même personnage, rôle principal de la série Les Garçons de la plage, diffusée sur TF1.En 2022, on le retrouve dans la série "Les Mystères De l'Amour", où son personnage remplace au pied levé le pianiste de Fanny Grayson[réf. souhaitée].

## Divers
- Sociétaire Définitif de la SACEM depuis 2001.
- Désormais « à la retraite ou presque », sauf pour occasions très attractives: pianiste-claviériste et directeur d'orchestre pour 2  concerts d' Elsa Esnoult à Nashville et New-York en mars 2023, puis à Tokyo en octobre de cette même année.
- Titulaire d'une licence PPL de pilote privé-aviation et pratiquant le vol libre (ULM pendulaire et multi-axes, Planeur-Paramoteur).
- Passionné par les gros engins de chantier, titulaire du CACES r.482 donnant aptitude à piloter pelles mécaniques et moto-basculeur < 6t.